# Leistus longipennis
Leistus longipennis är en skalbaggsart som beskrevs av Thomas Casey. Leistus longipennis ingår i släktet Leistus och familjen jordlöpare. Inga underarter finns listade i Catalogue of Life.